# Zámori László
Zámori László (Cegléd, 1922. április 20. – Szolnok, 2014. január 5.) magyar színész.

## Életpályája
Színészi diplomáját az Országos Magyar Királyi Színművészeti Akadémián szerezte 1944-ben. Pályáját a 
Székelyföldi Színháznál kezdte, majd a Pécsi Nemzeti Színházhoz szerződött. 1949-től egy évadot a debreceni Csokonai Színházban töltött. 
1950-től a fővárosban működött, előbb az Úttörő Színház, majd az Ifjúsági Színház művésze volt. 1954-ben a Jókai Színházban szerepelt. 1955-től az angyalföldi társulathoz szerződött, egyik alapító tagja volt a József Attila Színháznak. 
1970-től a Thália Színházban és az Állami Déryné Színháznál szerepelt. 1973-ban az Irodalmi Színpadon is fellépett. 1975-től 1981-ig a Szegedi Nemzeti Színház művésze volt, de közben 1978-ban szerepelt a Békés Megyei Jókai Színházban is. Karakter- és epizódszerepeket játszott.

## Fontosabb színházi szerepei
- William Shakespeare: Szentivánéji álom... Egeus
- William Shakespeare: Julius Caesar... Jövendőmondó
- Molière: Tartuffe... Lojális úr
- Carlo Goldoni: A furfangos özvegy... Arlecchino, pincér
- Carlo Goldoni: Két úr szolgája... Második hordár; Néma koldus
- Victor Hugo: Királyasszony lovagja... Sant-Cruz márki
- Tennessee Williams: AZ ifjúság édes madara... Közbeszóló
- Arthur Miller: A salemi boszorkányok... Thomas Putnam
- Jean Anouilh: Becket, vagy Isten becsülete... A bíboros; Öreg szász
- Makszim Gorkij: Kispolgárok... Percsihin; Orvos
- Mihail Afanaszjevics Bulgakov: Fehér karácsony... Dezertőr
- Nyikolaj Vasziljevics Gogol: Leánynéző... Podkoljoszin Iván Kumics
- Alekszandr Nyikolajevics Osztrovszkij: Utolsó áldozat... Jóbarát
- Alekszandr Nyikolajevics Osztrovszkij: Farkasok és bárányok... Vlasz
- Szergej Vlagyimirovics Mihalkov: Vidám álom... Univer, mágus és varázsló
- Vaszilij Pavlovics Akszjonov: Kollégák... Makar Ivanovics
- Victorien Sardou – Émile de Najac: Váljunk el!... Bafourdin
- Victorien Sardou – Hégésippe Moreau: A szókimondó asszonyság... Leroy
- Harriet Beecher Stowe: Tamás Bátya kunyhója... Dirks, fejvadász
- John Milton: Elveszett paradicsom... szereplő
- James Gow: Mélyek a gyökerek... Roy Maxwel
- Carlo Collodi – Litvai Nelli: Pinokkió, a hosszúorrú fabáb története... Csendőr-Kocsis
- Leonyid Rahmanov: Viharos alkonyat... Dimitrij Polezsájev professzor
- Ismeretlen szerző: Kocsonya Mihály házassága... Kántor
- Szigligeti Ede: Liliomfi... Schwartz, pesti fogadós
- Madách Imre: Az ember tragédiája... Kocsmáros
- Jókai Mór: A kőszívű ember fiai... Comissar
- Mikszáth Kálmán: Kükönös házasság... Vidonka
- Fazekas Mihály – Móricz Zsigmond: Ludas Matyi... Kobak
- Móricz Zsigmond: Úri muri... Ügyvéd
- Móricz Zsigmond: Sári bíró... Gedi
- Molnár Ferenc: A doktor úr... Cseresznyés
- Bródy Sándor: Dada... Az orvos
- Szomory Dezső: II. József... Gróf Starhemberg
- Zelk Zoltán: Az ezernevű lány... Ezeréves ember
- Hegedüs Géza: Mátyás király Debrecenben... Festő
- Gáli József: Szabadsághegy... Pelleg
- Baróti Géza: Mindent a mamáért... Schaffer, kőműves
- Földes Mihály: Mélyszántás... Bittó
- Tabi László: A kalóz... Dobos Feri
- Csurka István: Döglött aknák... Orvos
- Csurka István: Az idő vasfoga... Önkéntes rendőr
- Kállai István: Keménykalaposok... Hatodik Kalapos, keménykalapos
- Fejér István – Kállai István: Irány Caracas... Sulcz
- Fejér István: Bekötött szemmel... Kovács
- Hámos György: Aranycsillag... Első munkás
- Gyárfás Miklós: Kényszerleszállás... Létrás ember
- Berkesi András: Villa Bécs mellett... Második idegen
- Berkesi András: Húszévesek... szereplő
- Berkesi András: Viszontlátásra, Harangvirág!... Dragonyos
- Benedek András: A Thibault család... A javítóintézet igazgatója
- Gosztonyi János: A nagy lehetetlen... II. ápoló
- Török Tamás: Az eltüsszentett birodalom... Öregapó
- Schwajda György: Nincs többé iskola... Szendi
- Thurzó Gábor: Holló és sajt, avagy van pápánk... A casiói érsek
- Maróti Lajos: Közéletrajz... Pályagondnok, Első munkás, Első mérnök, Első férfi
- Kőszegi Ábel: Töredék... Szereplő
- Vasvári László: Viola-utca 18... Kocsárdy Aurél
- Kerekes Imre: Kapaszkodj Malvin, jön a kanyar... Vezérkari
- Kálmán Imre: Marica grófnő... Kudelka, iskolaszolga
- Szirmai Albert – Bakonyi Károly – Gábor Andor: Mágnás Miska... Mixi gróf
- Hubert Marischka: Tavaszi hangok... Dreschler
- Branislav Nušić: Dr. Pepike... Szima
- Nyikolaj Mihajlovics Gyakonov: Házasság hozománnyal... Ávdej apó
- Nyikolaj Alfredovics Adujev: Dohányon vett kapitány... Zsuljev, kalmár
- Alekszandra Brustejn: Pányuska iskolája... Bondarcsuk
- Vszevolod Ivanov: Páncélvonat... Nemezcsizmás paraszt
- Pjotr Andrejevics Pavlenko: Boldogság... Korytov Gennagyij
- Tamara Gabbe: Mesterek városa... Félszemű
- Alexander Iszaakovics Gelman: Éjszakai utazás... Kalauz
- Borisz Romasov: Mindenkivel megtörténik... Tűztisztító
- Mihail Davidoglu: Bányászok... Noie bácsi
- Peter Hacks: A lobositzi csata... Thadden, hadnagy

## Filmek, tv
- Féltékenység (1943)
- Platonov szerelmei (1963)
- Dübörgő csend (1978)